# Denkmalgeschützte Objekte im Bezirk Perg
Im Bezirk Perg bestehen 233 denkmalgeschützte Objekte. Die unten angeführte Liste führt zu den Gemeindelisten und gibt die Anzahl der Objekte an.
| Gemeindeliste             | Objektanzahl |
| ------------------------- | ------------ |
| Allerheiligen             | 1            |
| Arbing                    | 4            |
| Bad Kreuzen               | 7            |
| Baumgartenberg            | 4            |
| Dimbach                   | 2            |
| Grein                     | 23           |
| Katsdorf                  | 4            |
| Klam                      | 7            |
| Langenstein               | 4            |
| Luftenberg an der Donau   | 4            |
| Mauthausen                | 37           |
| Mitterkirchen im Machland | 4            |
| Münzbach                  | 9            |
| Naarn im Machlande        | 8            |
| Pabneukirchen             | 5            |
| Perg                      | 22           |
| Rechberg                  | 3            |
| Ried in der Riedmark      | 12           |
| St. Georgen am Walde      | 2            |
| St. Georgen an der Gusen  | 6            |
| St. Nikola an der Donau   | 16           |
| St. Thomas am Blasenstein | 6            |
| Saxen                     | 7            |
| Schwertberg               | 10           |
| Waldhausen im Strudengau  | 13           |
| Windhaag bei Perg         | 13           |